# Каукасия
Каукасия (исп. Caucasia) — город и муниципалитет на севере Колумбии, на территории департамента Антьокия. Входит в состав субрегиона Байо-Каука.

## История
Поселение из которого позднее вырос город было основано 12 апреля 1886 года. Муниципалитет Каукасия был выделен в отдельную административную единицу в 1942 году.

## Географическое положение

Муниципалитет Каукасия

Город расположен на севере департамента, на левом берегу реки Каука, на расстоянии приблизительно 190 километров к северо-северо-востоку (NNE) от Медельина, административного центра департамента. Абсолютная высота — 65 метров над уровнем моря.

Муниципалитет Сан-Альберто граничит на западе с муниципалитетом Касерес, на юге — с муниципалитетом Сарагоса, на востоке — с муниципалитетами Нечи и Эль-Багре, на севере — с территорией департамента Кордова. Площадь муниципалитета составляет 1411 км².

## Население
По данным Национального административного департамента статистики Колумбии, совокупная численность населения города и муниципалитета в 2012 году составляла 104 318 человек.
Динамика численности населения муниципалитета по годам:
| 2005   | 2006   | 2007   | 2008   | 2009   | 2010   | 2011    | 2012    |
| ------ | ------ | ------ | ------ | ------ | ------ | ------- | ------- |
| 87 532 | 89 815 | 92 139 | 94 485 | 96 871 | 99 297 | 101 788 | 104 318 |

Согласно данным переписи 2005 года мужчины составляли 48,9 % от населения Каукасии, женщины — соответственно 51,1 %. В расовом отношении белые и метисы составляли 88,9 % от населения города; негры, мулаты и райсальцы — 10 %, индейцы — 1,1 %.
Уровень грамотности среди всего населения составлял 83,6 %.

## Экономика
Основу экономики Каукасии составляют горнодобывающая промышленность, сельскохозяйственное производство и рыболовство.

60,1 % от общего числа городских и муниципальных предприятий составляют предприятия торговой сферы, 33 % — предприятия сферы обслуживания, 5,9 % — промышленные предприятия, 1 % — предприятия иных отраслей экономики.

## Транспорт
На территории муниципалитета расположен одноимённый аэропорт (ICAO: SKCU, IATA: CAQ).